# ホン・チョンギ
『ホン・チョンギ』（ほんちょんぎ、朝: 紅天機、홍천기、英: Lovers of the Red Sky）は2021年8月30日から2021年10月26日までSBSで放送された韓国のテレビドラマ
。
神霊の力を持った女性絵師と星座を読む赤い目の男が描くファンタジーロマンス。
架空の時代を舞台にしているが、ドラマ中では多くの古代中国の絵画を使用している。 
- 北宋時代の画家文同の「墨竹図」(1)
- 北宋王朝の宮廷画家郭熙の「早春図」(2)
- 北宋李成の「晴巒蕭寺図」(3)
- 中国元代末期の画家王冕の「墨梅図」(4)。

## あらすじ
時は架空の時代、タン王朝。死の神、魔王を御真（王の肖像画）に封印する儀式が行なわれ、その際、御真を描いた絵師の娘、ホン・チョンギと封印式を進行した道士の息子、ハ・ラムが魔王の呪いをかけられて誕生した。チョンギは生まれながら盲目で、人間の生死を司る生命の神、サムシン（ムン・スク）はラムをチョンギの運命の相手と定める。9年後、2人は運命的な出会いを果たし、友達になるが、雨乞いの儀式で事故に遭う。サムシンはラムの中に魔王を封印し、彼は視力と家族を失う。魔王の力の根源である目はチョンギに託され、チョンギは視力を回復する。19年後、チョンギ（キム・ユジョン）は天才的な絵師となっており、ラム（アン・ヒョソプ）は昼は役所で働き、夜は家族の復讐のために秘密組織で情報を集めていた。ある夜、チョンギは赤い瞳となったラムと再会する。

## キャスト

### 主要人物
ホン・チョンギ：キム・ユジョン / 少女期：イ・ナムギョン
ヒロイン。タン王朝史上初の女性画家。図画署に配属される。陽気な性格。盲目の子として生まれたが、魔王の目を託されて視力を回復する。
ハ・ラム：アン・ヒョソプ / 少年期：チェ・スンフン
占星術師。体に魔王が封印されている。幼少期の頃、雨乞いの儀式で視力と家族を失った。そのため、彼の目からは赤い世界が広がっている。
ヤンミョン大君（イ・ユル）：コンミョン
タン王朝の第3王子。モデルは安平大君。詩や画を好む性格。絵の実力と美貌に恵まれたチョンギに思いを寄せる。
チュヒャン大君（イ・フ）：クァク・シヤン
タン王朝の第2王子。モデルは首陽大君（後の世祖）。残虐で絶対的な性格。王位に上がるものなら何の手段も選ばない野心家。

### チョンギの周辺人物
チェ・ウォノ：キム・グァンギュ
チョンギが所属するペクユ画団の長。画家として成長していくチョンギを見守る。
ホン・ウノ：チェ・グァンイル
チョンギの父。魔王の呪いで精神を病んでしまう。
キョンジュ宅（テク）：ユン・サボン
ペクユ画団の食事係。ウォノと共にチョンギの成長を見守る。

### ラムの周辺人物
ムヨン：ソン・ウォンソク
ラムに忠誠を誓う護衛武士。

### ヤンミョン大君の周辺人物
ハン・ゴン：チャン・ヒョンソン
図画署（宮廷の絵画を管理する部署）の最高責任者。図画署に配属されたチョンギを指導する。
ゴピル：コ・ギュピル
ヤンミョン大君に仕える執事。

### チュヒャン大君の周辺人物
ミス：チェ・グッキ
魔王を探す巫女。チュヒャン大君の協力者。以前は王宮に仕えていたが、あることで追放された。
アン・ヨンフェ：チョン・ドングン
チュヒャン大君の側近。モデルは韓明澮（ハン・ミョンフェ）。

### 王宮
ソンジョ：チョ・ソンハ
タン王朝第4代王で、ヤンミョン大君とチュヒャン大君の父。モデルは朝鮮第4代王世宗。御影を使って、魔王を封印させようと画家を探している。

### その他
サムシン（三神）：ムン・スク
生死を操る神。チョンギとラムを温かく見守り、魔王を封印しようとする。
ホリョン：チョ・イェリン
王宮を守る虎の神。少女の姿をしている。チョンギを見守り、魔王を封印しようとする。
魔王：キム・ボムレ（声の出演）
本作の黒幕。死の神。ラムの体に封印されていて、チョンギを執拗に追う。

## 日本での放送
KNTVで2022年1月14日に先行放送後、2月19日より本放送される
。